# المپیاد جهانی بوم‌شناسی
المپیاد جهانی بوم‌شناسی (اکولوژی) یا المپیاد جهانی طرح‌های زیست محیطی (INEPO - International Ecology Olympiad  or International Environmental Project Olympiad) یک رقابت علمی است که دانش آموزان از سراسر جهان برای ارائه طرح‌های مربوط به مسایل زیست‌محیطی دعوت می‌شوند. ابن المپیاد در سال ۱۹۹۳ میلادی با دانش آموزانی از ۸ کشور شروع شده‌است.  طرح‌ها با اهداف سازمان ملل متحد بر اهمیت همکاری جوانان و همکاری بین‌المللی در علوم طبیعی وفادار است.